# Ulrich Knost
Ulrich Knost (* 7. Juni 1968) ist ein ehemaliger deutscher Basketballspieler.

## Werdegang
Der 1,91 Meter große Knost spielte für den TuS Bramsche in der 2. Basketball-Bundesliga, unter anderem an der Seite von Mariusz Tyranowski, Jürgen Dölle und Dirk Leding. 1990 gelang der Erstligaaufstieg, Knost war bis 1995 Spieler des Bundesligisten, der später BG Bramsche/Osnabrück hieß.
Mitte der 1990er Jahre spielte er für den TSV Quakenbrück in einer Mannschaft mit Chris Fleming und Sven Meyer. Als Funktionär wurde er Vorstandsmitglied des TuS Bramsche.